# Fiebrigella brevibucca
Fiebrigella brevibucca är en tvåvingeart som först beskrevs av Oswald Duda 1933.  Fiebrigella brevibucca ingår i släktet Fiebrigella och familjen fritflugor. Inga underarter finns listade i Catalogue of Life.